# دنی تورنس
دنیل «داک» آنتونی تورنس (به انگلیسی: Daniel "Doc" Anthony Torrance) یک شخصیت داستانی است که نخستین بار در رمان درخشش که در سال ۱۹۷۷ به نویسندگی استیون کینگ منتشر شد، حضور یافت. او کودکی با توانمندی روان «درخشش» است. پدر او جک تورنس و مادرش وندی تورنس است. این شخصیت همچنین با نقش‌آفرینی دنی لوید در فیلم درخشش حضور یافت که با اقتباسی از کتاب، در سال ۱۹۸۰ منتشر شد. در مینی‌سریال تلویزیونی درخشش که در سال ۱۹۹۷ به روی آنتن رفت، نقش‌آفرینی آن بر عهدهٔ کورتلند مید بود.
در سال ۲۰۱۳، استیون کینگ رمان دکتر اسلیپ را منتشر کرد که دنباله‌ای بر رمان ۱۹۷۷ او و دنی تورنس شخصیت اصلی آن بود. برادران وارنر فیلمی را با اقتباس از این رمان تولید کرد که یوان مک‌گرگور در نقش دنی تورنس بزرگ‌سال در آن حضور داشت. این فیلم در نوامبر ۲۰۱۹ منتشر شد.

## فهرست حضورهای داستانی
رمان‌ها
- درخشش (۱۹۷۷) – به نویسندگی استیون کینگ
- دکتر اسلیپ (۲۰۱۳) – به نویسندگی استیون کینگ

فیلم‌ها
- درخشش (۱۹۸۰) – با نقش‌آفرینی دنی لوید
- دکتر اسلیپ (۲۰۱۹) – با نقش‌آفرینی یوان مک‌گرگور (بزرگ‌سالی)؛ راجر دیل فلوید (کودکی)

دیگر
- درخشش (۱۹۹۷) – مینی‌سریال، با نقش‌آفرینی کورتلند مید (کودکی)؛ ویل هورنف (نوجوانی)
- درخشش (۲۰۱۶) – اپرا، با نقش‌آفرینی الخاندرو وگا